# Watershed (Denis-Fournier-Album)
Watershed ist ein Jazzalbum von Denis Fournier, Nicole Mitchell, Hanah Jon Taylor, Tomeka Reid und Bernard Santacruz. Die am 20. Juli 2011 in Junas im Département Gard, anlässlich von Jazz à Junas 2011 entstandenen Aufnahmen erschienen 2012 auf RogueArt.

## Hintergrund
Denis Fournier lud 2011 Nicole Mitchell, die ihren Wohnsitz in Chicago verlassen hatte, um eine Professur an der University of California, Irvine, anzutreten, auf eine Tournee ein. Zuvor hatte die Flötistin während ihrer zwei Jahrzehnte in Chicago in zahlreichen Bands gespielt und war Mitglied der Association for the Advancement of Creative Musicians (ACCM). Aus diesem Umfeld stammen weitere Musiker von Fourniers Band Watershed, die 2011 in Frankreich tourte, die Cellistin Tomeka Reid und Hanah Jon Taylor, der Tenor- und Altsaxophon, Flöte sowie elektronischen Blaswandler spielt; Taylor stammt aus Madison, Wisconsin und hat oft mit Malachi Favors zusammengearbeitet. Weiterhin gehörte Bassist Bernard Santacruz zu Watershed.

## Titelliste
- Nicole Mitchell, Hanah Jon Taylor, Tomeka Reid, Denis Fournier, Bernard Santacruz: Watershed (RogueArt ROG-0044)[1]

1. Dannie Richmond 11:50
2. Le Partage des Eaux 11:55
3. Pathways (Nicole Mitchell) 9:42
4. Prayer for Wadud (Tomeka Reid) 6:46
5. La Voce de la Luna 11:27

Wenn nicht anders vermerkt, stammen die Kompositionen von Denis Fournier.

## Rezeption

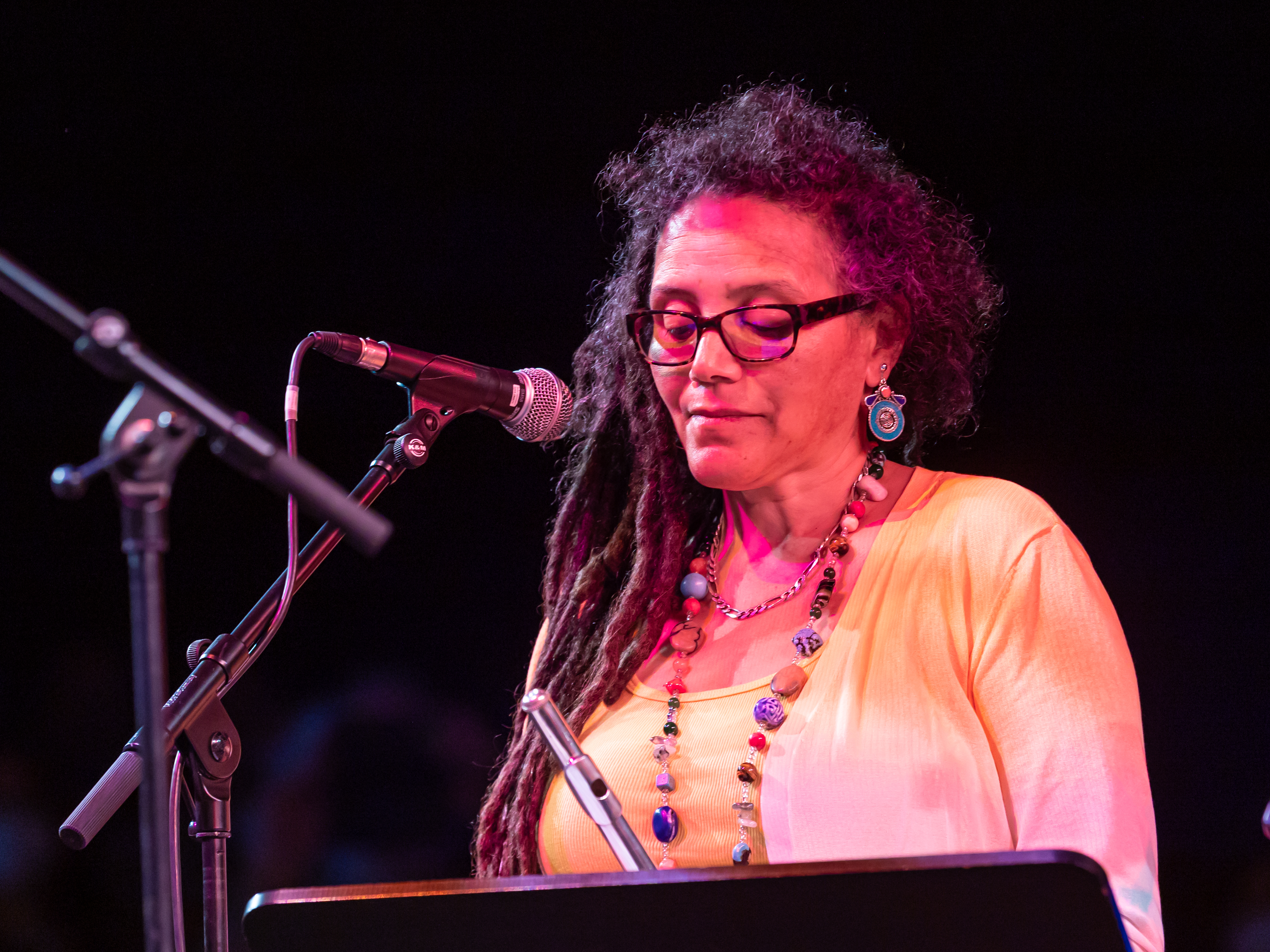
Nicole Mitchell auf dem Moers Festival 2022

Watershed, die Band, würde ihre (Free-)Jazz-Vorfahren gebührend in Form von Fourniers „Dannie Richmond“ würdigen, einer Hommage an Charles Mingus’ langjährigen Schlagzeuger, und Tomeka Reids „Prayer for Wadud“, gewidmet dem legendären Cellisten Abdul Wadud, schrieb Ken Waxman in Jazz Word. Gekonnt sorgten kontrastierendes Legato-Cellospiel und die kontrapunktischen Saxophon- und Flötenlinien sowie der Nachhall einer wogenden Donnerdecke dafür, dass „Prayer for Wadud“ sowohl feierlich als auch melancholisch klinge. Dennoch sei „Dannie Richmond“ eines der Hauptstatements des Albums. Am Ende mit einem triumphalen Stop-Time-Finale würde die Darbietung während der Soli am tiefsten wirken, wobei Santacruz’ tiefes Grollen und die konzentrierten Schläge des Komponisten passenderweise ihre Konturen definieren. Das bewegende „La Voce de la Luna“ – ebenfalls vom Schlagzeuger komponiert – sei das andere herausragende Stück; die theatralische Präsentation halte sorgfältig die Balance zwischen Santacruz’ perkussiven Schlägen und Mitchells flatterhafter Emotionalität.